# فوکر

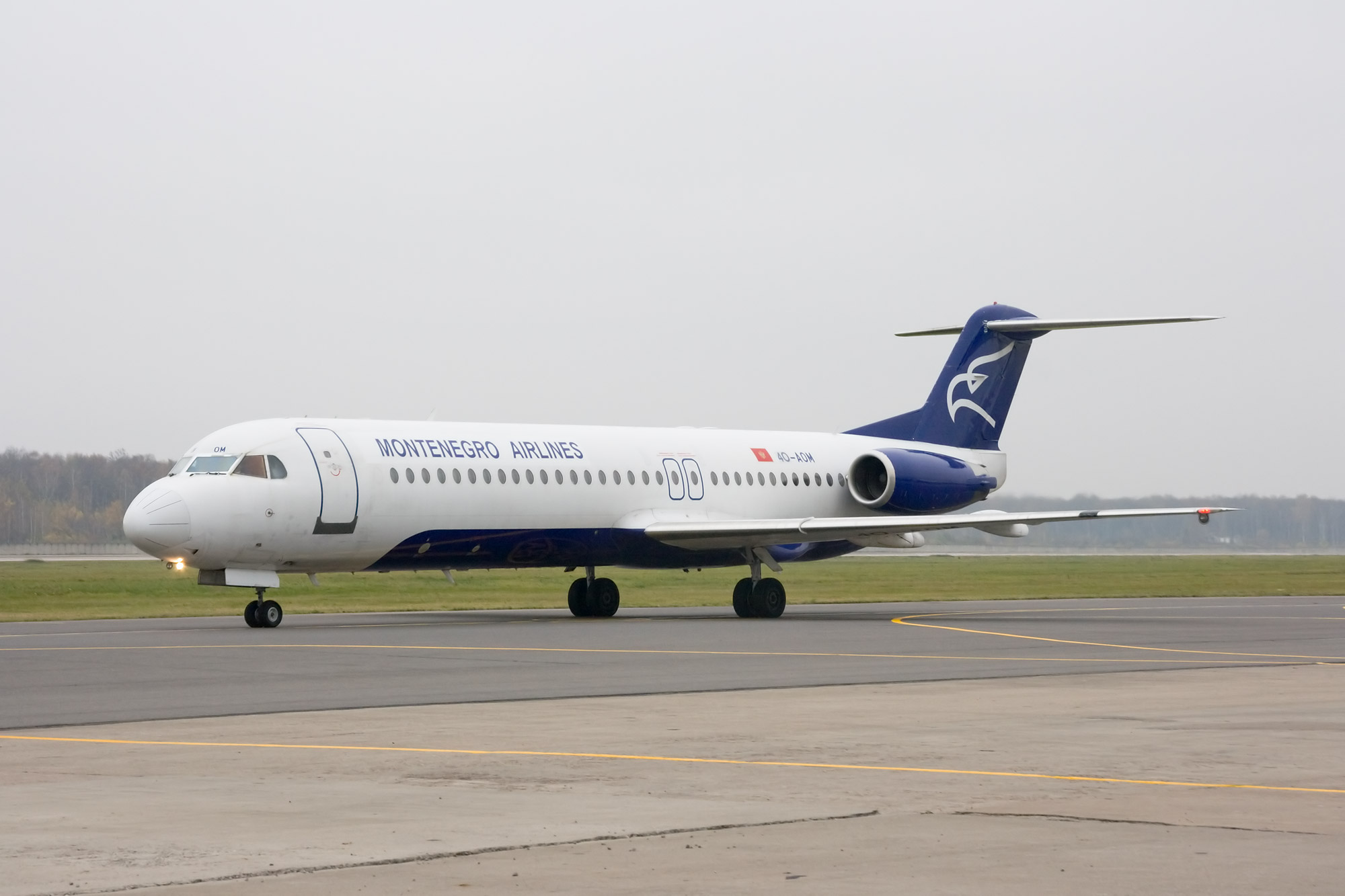
فوکر ۱۰۰

فوکِر (به هلندی: Fokker) شرکت هواپیماسازی هلندی بود، که بر روی طراحی، ساخت و تولید هواپیماهای مسافربری کوچک تا متوسط تمرکز داشت. این شرکت در پی ورشکستگی در سال ۱۹۹۶ منحل شد.

## تاریخچه
شرکت فوکر در سال ۱۹۱۲ در آلمان راه‌اندازی شد. بعد از جنگ جهانی اول به هلند تعلق یافت. نام این شرکت برگرفته از نام مؤسس آن آنتونی فوکر می‌باشد.
شرکت هواپیماسازی «فوکر» ازجمله شرکت‌هایی هست که به دلیل نقض تحریم‌های ایران با جریمه روبرو شد. شرکت هواپیمایی هلندی فوکر را به اتهام نقض تحریم‌ها ابتدا ۱۰٫۵ میلیون دلار جریمه شده بود. اما یک قاضی آمریکایی حکم دادگاه علیه فوکر را زیر سؤال برد و خواستار تشدید مجازات علیه این شرکت هلندی شد. دادستان‌های فدرال آمریکا گفته‌اند، با این شرکت به دلیل آنکه در ژوئن سال ۲۰۱۰ داوطلبانه تخلفاتش را افشا کرد مدارا شد، مقامات آمریکا و شرکت «فوکر» توافق کرده‌اند با جریمه‌ای به ارزش ۲۱ میلیون دلار مناقشات پیرامون تخطی این شرکت هواپیماسازی‌هلندی از قوانین تحریم‌های آمریکا علیه ایران، را حل و فصل کنند. دفتر وزارت بازرگانی صنایع و امنیت آمریکا شرکت فوکر را به ۲۵۳ مورد نقض مفاد تحریم‌ها علیه ایران و سودان و ارسال غیرقانونی تجهیزات هواپیمایی به این کشورها محکوم کرده بود.

## تولیدات
- فوکر اف۲۷ فرندشیپ
- فوکر ۲۸
- فوکر ۵۰
- فوکر ۷۰
- فوکر ۱۰۰